# IC 2543
IC 2543 ist ein interagierendes Galaxienpaar vom Hubble-Typ S + C im Sternbild Kleiner Löwe am Nordsternhimmel. Sie ist schätzungsweise 705 Millionen Lichtjahre von der Milchstraße entfernt.
Das Objekt wurde am 11. Mai 1896 von Stéphane Javelle entdeckt.